# Proleptus acutus
Proleptus acutus is een rondwormensoort uit de familie van de Physalopteridae. De wetenschappelijke naam van de soort is voor het eerst geldig gepubliceerd in 1845 door Dujardin.